# Új faj (film)
Az Új faj (angol címén: The Breed) 2001-ben bemutatott amerikai–magyar horrorfilm, melyet Michael Oblowitz rendezett. A főbb szerepekben Bokeem Woodbine, Adrian Paul, Bai Ling és Halász Péter látható.
A film jeleneteit Budapesten, Turán és Biatorbágyon vették fel 2001-ben.

## Cselekmény
A távoli jövőben járunk. A vámpírok felfedték magukat, és békében elvegyültek az emberek között. Erről csak a felsőbb vezetők és a titkosszolgálatok tudnak. Egy renitens vámpír azonban felborítja a békét, és egy esetleges háború kirobbantásának érdekében fiatal lányokat kezd el gyilkolni, akiknek feltépi a torkát és kiszívja a vérüket. Az ügyet egy zsarura, Steve Grantra, és vámpír kollégájára, Aaron Grayra bízzák.

## Szereplők
| Szereplő          | Színész            | Magyar hang  |
| ----------------- | ------------------ | ------------ |
| Steve Grant       | Bokeem Woodbine    | Görög László |
| Aaron Gray        | Adrian Paul        | ?            |
| Lucy Westenra     | Bai Ling           | ?            |
| Cross             | Halász Péter       |              |
| Dr. Fleming       | James Booth        | Makay Sándor |
| Seward            | Ming Lo            | ?            |
| Calmet            | Paul Colins        | ?            |
| Dr. Orlock        | Gőz István         |              |
| részlegvezető     | Deborah Kim Javor  | ?            |
| Phil              | Reed Diamond       | ?            |
| Boudreaux         | John Durbin        | ?            |
| West              | Zen Gesner         | ?            |
| Fusco             | William Hootkins   | ?            |
| pózoló személy 1. | Brandy Miller      | ?            |
| pózoló személy 2. | Donte Calarco      | ?            |
| nyomozó           | Radó János         |              |
| férfi             | Illyés Barna       |              |
| nő                | Bodor Erzsébet     |              |
| járókelő          | Leisen Antal       |              |
| Náci katona 1.    | Növényi Norbert    |              |
| Náci katona 2.    | Zámbori Soma       |              |
| vámpír zsaru 1.   | Szűcs Lajos        |              |
| vámpír zsaru 2.   | Sáfár-Kovács Zsolt |              |
| Dr. Bathory       | Dianna Camacho     | ?            |
| hírközlő          | Oroszlán Szonja    |              |
| lengyel csapos    | Csuja Imre         |              |
| csöves            | Jake Eberle        | ?            |